# Aravind Adiga
Aravind Adiga (kannadaiul ಅರವಿಂದ ಅಡಿಗ) (India, Csennai 1974. október 23. –) indiai újságíró és szerző. Első regényével, a The White Tigerrel elnyerte a 2008. évi Man Booker-díjat.

## Életrajza

### Fiatalkora és tanulmányai
Aravind Adiga K. Madhava és Usa Adiga gyermekeként 1974-ben látta meg Csennaiban a napvilágot. Szülei a karnátakai Mangalore-ból származó kannadigák. Mangalore-ban nőtt fel, majd a Canara Középiskolában, ezt követően pedig a St Aloysius Főiskolán tanult. 1990-ben itt szerezte meg az érettségit. Övé lett az államban a legjobb érettségi eredmény. Miután családjával Sydneybe emigrált, tanulmányait a James Ruse Mezőgazdasági Főiskolán folytatta. Angol irodalmat a Columbia Egyetemen hallgatott. Itt együtt tanult Simon Schamával. Diplomáját 1997-ben szerezte meg. A fentebbieken kívül tanult még a Magdalen College-ban Oxfordban, ahol egyik tanára Hermione Lee volt.

### Karrierje
Adiga újságírói karrierjét pénzügyi újságíróként a Financial Timesnál kezdte. Jelentek meg cikkei ezen kívül a Moneyban és a Wall Street Journalban is. Az értékpapírpiacokkal és a befektetésekkel foglalkozott. Többek között Donald Trumppal is készített interjút. Az előző Booker-díj kitüntetettjéről, Peter Careyről és könyvéről, az Oscar and Lucindáról, a The Second Circle című internetes hírlapban jelent meg egy cikke. Ezt követően a Time szerződtette le három évre dél-ázsiai tudósítójának. A három évet követő szabadúszó ideje alatt írta meg The White Tiger című regényét. Most az indiai Mumbaiban lakik.

### Booker-díj
Aravind Adiga első regénye, a The White Tiger nyerte meg 2008-ban a Booker-díjat. Salman Rushdie, Arundhati Roy és Kiran Desai után ő a negyedik indiai születésű, aki elnyerte ezt a díjat. (V. S. Naipaulnak vannak indiai gyökerei vannak, de nem Indiában született.) A döntőbe jutott öt másik író között még egy indiai (Amitav Ghosh) és még egy első könyves író (Steve Toltz) szerepelt. A regény India gazdasági felemelkedését mutatja be egy nyomasztóan szegény vidéki családba született ember, Balram életén keresztül.

## Magyarul
- A fehér tigris; ford. Greskovits Endre; Cartaphilus, Bp., 2010

Olyankor, mikor India nagyszabású változásokon megy keresztül, és mikor Kína átveszi a Nyugattól a vezető posztot, a hozzám hasonló írók megpróbálnak rávilágítani arra, mennyire nélkülözhetetlen az indiai lakosság. Ezt próbálom én megtenni – ez nem az ország elleni támadás; ez a saját magunk vizsgáztatásának legnagyobb feladata.
Ezután Flaubert, Balzac és Dickens kritikáinak a XIX. századi angol és francia társadalomra gyakorolt hatását elemezte.

## Bibliográfia
- The White Tiger: regény (Free Press, 2008)